# IPadOS 14
iPadOS 14 là bản phát hành chính thứ hai của hệ điều hành iPadOS. Nó đã được công bố tại Hội nghị các nhà phát triển toàn cầu (WWDC) năm 2020 của công ty với tư cách là phiên bản kế nhiệm cho iPadOS 13 trên các thiết bị đó, với bản beta công khai đầu tiên được phát hành vào ngày 9 tháng 7 năm 2020. Nó được phát hành vào ngày 16 tháng 9 năm 2020.

## Lịch sử

### Cập nhật
Bản beta dành cho nhà phát triển đầu tiên dành cho iPadOS 14 được cung cấp vào ngày 22 tháng 6 năm 2020 và bản beta công khai đầu tiên được phát hành vào ngày 9 tháng 7 năm 2020  . iPadOS 14 được phát hành vào ngày 16 tháng 9 năm 2020.
| Phiên bản | Bản build | Ngày phát hành           | Ghi chú           |
| --------- | --------- | ------------------------ | ----------------- |
| 14.0      | 18A373    | Ngày 16 tháng 9 năm 2020 | Phát hành lần đầu |

Chú thích:       Quá khứ       Hiện tại       Beta

## Tính năng hệ thống

### App Clips
App Clips là một tính năng mới mở rộng trên chức năng của App Store. Được dự định là một tính năng động chứ không phải là một ứng dụng được cài đặt vĩnh viễn, App Clips cực kỳ khó khăn với rất ít quyền hệ điều hành. Tại thời điểm thông báo, chỉ hiển thị việc sử dụng Apple Pay và Đăng nhập với Apple.
App Clips có thể được khám phá trực tiếp thông qua mã QR với nhãn hiệu App Clips. Chúng cũng có thể được chia sẻ qua Tin nhắn hoặc được đặt trên các trang web hoặc Bản đồ.

### Màn hình chính

#### Widget
Ở bên trái của trang đầu tiên, Chế độ xem hôm nay được thay thế bằng giao diện người dùng tiện ích con có thể cuộn. Các widget có thể được thêm vào, với các tùy chọn cho các widget nhỏ, vừa hoặc lớn. Các vật dụng có cùng kích thước có thể được xếp chồng lên nhau và được vuốt giữa để thuận tiện; Một ngăn xếp thông minh có thể được đặt để tự động hiển thị tiện ích con có liên quan nhất cho người dùng dựa trên thời gian trong ngày.

### Giao diện người dùng nhỏ gọn
Một loạt thay đổi đã được thực hiện trong iPadOS 14 để giảm không gian hình ảnh được thực hiện bởi các giao diện toàn màn hình trước đây; các giao diện như vậy giờ đây xuất hiện và di chuột phía trước ứng dụng, cho phép chạm (và do đó đa nhiệm) vào ứng dụng phía sau. Giao diện gọi thoại, bao gồm Điện thoại hoặc các ứng dụng bên thứ ba khác như Skype, được làm mỏng hơn đáng kể, chiếm khoảng không gian như một thông báo. Giao diện của Siri giờ cũng nhỏ gọn.

### Tìm kiếm và Siri
Các cải tiến đối với tính năng Tìm kiếm trên màn hình chính đã được thực hiện, bao gồm giao diện người dùng tinh chỉnh, trình khởi chạy nhanh cho ứng dụng, tìm kiếm trên web chi tiết hơn, các phím tắt để tìm kiếm trong ứng dụng và các đề xuất tìm kiếm tùy bạn được cải thiện. Chức năng tìm kiếm hiện đã xuất hiện và hoạt động giống với tính năng Spotlight Search của macOS.
Ngoài việc được làm nhỏ gọn, Siri giờ đây có thể trả lời nhiều câu hỏi hơn và dịch nhiều ngôn ngữ hơn. Người dùng cũng có thể chia sẻ ETA của họ với các địa chỉ liên hệ và yêu cầu chỉ đường đi xe đạp.

### Riêng tư
iPadOS 14 bổ sung nhiều tính năng bảo mật mới. Apple tuyên bố rằng "quyền riêng tư là cốt lõi của mọi thứ chúng tôi làm." Thông tin về quyền riêng tư hiện có thể được nhìn thấy trên App Store để người dùng có thể hiểu ứng dụng có những đặc quyền gì trước khi họ tải xuống. Chỉ báo ghi âm sẽ xuất hiện ở đầu màn hình bất cứ khi nào ứng dụng sử dụng micrô hoặc máy ảnh. Người dùng hiện chỉ chia sẻ vị trí gần đúng của họ thay vì vị trí chính xác của họ.

### Các tính năng khác
- Bản ghi sẽ xuất hiện ở một góc ở đầu màn hình bất cứ khi nào máy ảnh hoặc micrô được bật để tối đa hóa quyền riêng tư của người dùng. Tương tự như vậy, các dịch vụ vị trí chỉ có thể được cung cấp cho các ứng dụng nếu chúng không yêu cầu vị trí chính xác.
- Bàn phím Biểu tượng cảm xúc đã được cập nhật với một thanh tìm kiếm để truy cập nhanh.
- Ứng dụng email và trình duyệt của người dùng - theo mặc định là ứng dụng Thư có sẵn và Safari - hiện có thể bị thay đổi.[14]
- iPadOS 14 hiện bao gồm hỗ trợ gốc VP9 cho video.[15][16]
- Trong ứng dụng Ghi chú, giờ đây việc tìm ghi chú dễ dàng hơn bằng cách sử dụng "trí thông minh trên thiết bị" được cải thiện.[12]
- Apple Arcade hiện đã tích hợp Game Center trực tiếp.[17]
- iPadOS 14 bổ sung 20 kiểu tóc và kiểu đeo đầu mới cho Memoji và Animoji.

## Tính năng ứng dụng

### Máy ảnh
Ứng dụng Máy ảnh đã đạt được một số tính năng mới. Các tính năng bao gồm:
- Khả năng phản chiếu ảnh chụp từ camera trước
- Cải tiến đọc mã QR
- Kiểm soát bù phơi sáng

Các cải tiến cũng được thực hiện trong hiệu suất shot-to-shot. Ảnh có thể được chụp nhanh hơn tới 90%, thời gian chụp ảnh đầu tiên nhanh hơn tới 25% và ảnh chụp chân dung nhanh hơn tới 15%.

### FaceTime
FaceTime giờ đây tự động điều chỉnh hình thức trực quan của đôi mắt để tính đến việc máy ảnh ở phía trên nơi hiển thị mắt của người gọi, cho phép giao tiếp bằng mắt trực tiếp hai chiều. Ngoài ra, nếu một người gọi trong cuộc gọi nhóm đang sử dụng ngôn ngữ ký hiệu, ứng dụng sẽ tập trung vào video của người gọi đó theo đó.

### Tệp
Ứng dụng Tệp có được khả năng gắn các ổ đĩa ngoài được mã hóa. Tuy nhiên, khả năng này được giới hạn ở APFS ổ -encrypted. Khi kết nối ổ đĩa ngoài được mã hóa APFS với cổng USB-C trên iPad, ứng dụng Tệp sẽ hiển thị ổ đĩa ngoài trên thanh bên. Việc chọn ổ đĩa sẽ nhắc người dùng nhập mật khẩu để mở khóa ổ đĩa.

### Nhà
Ứng dụng Nhà đã nhận được những thay đổi về thiết kế để nhấn mạnh các phụ kiện được đề xuất cùng với những phụ kiện được đánh dấu là yêu thích. Ngoài ra, một loạt các khả năng tự động hóa chính đã được thêm vào để sử dụng với các thiết bị HomeKit tương thích; tự động hóa này yêu cầu sự hiện diện của iPad, HomePod hoặc Apple TV để tạo điều kiện xử lý trên thiết bị.
Camera an ninh gia đình có thể được hướng dẫn chỉ cảnh báo cho người dùng về hoạt động nếu nó xảy ra trong khu vực hoạt động đã chọn trước. Ngoài ra, nhận dạng khuôn mặt được thực hiện trong ứng dụng Ảnh có thể được sử dụng để cảnh báo dựa trên những người được nhận dạng, với tích hợp bổ sung để sử dụng với chuông cửa thông minh.
Các sản phẩm chiếu sáng thông minh hỗ trợ nhiệt độ màu có thể được hướng dẫn để phù hợp với cài đặt nhiệt độ màu đặt trước. Vì sự hiện diện của ánh sáng xanh là một zeitgeber chính - một yếu tố ảnh hưởng đến nhận thức về thời gian liên quan đến nhịp sinh học - tính năng này được thiết kế để khuyến khích hoạt động trong ngày và sự bình tĩnh vào buổi sáng và buổi tối.

### Tin nhắn
Ứng dụng Tin nhắn đã đạt được một số tính năng mới. Giờ đây, người dùng có thể ghim tối đa 9 cuộc trò chuyện riêng lẻ lên đầu danh sách tin nhắn. Trong các cuộc trò chuyện nhóm, người dùng hiện có thể:
- Đề cập đến những người dùng khác
- Chỉ nhận thông báo khi chúng được đề cập
- Đặt hình ảnh hoặc đồ họa tùy chỉnh cho các cuộc trò chuyện nhóm
- Gửi trả lời nội tuyến cho các tin nhắn cụ thể

### Bản đồ
Apple Maps hiện cung cấp cho người dùng quyền truy cập vào các tuyến đường đạp xe, cung cấp thông tin bao gồm độ cao và cầu thang. Nó cũng cung cấp cho người dùng nhiều lựa chọn, gợi ý các tuyến đường có những con phố ít đông đúc hơn. Hướng dẫn đi xe đạp sẽ có sẵn khi ra mắt ở New York, Los Angeles, San Francisco, Thượng Hải và Bắc Kinh. Apple đã thông báo rằng họ sẽ tiếp tục tung ra chi tiết bản đồ nâng cao của mình ngoài Hoa Kỳ, bao gồm Canada, Vương quốc Anh và Ireland, và các quốc gia khác trong tương lai.
Apple cũng giới thiệu định tuyến EV, cho phép người dùng tính đến các trạm sạc trong khi lập kế hoạch tuyến đường của họ và chọn một tuyến đường mà họ sẽ có thể sạc lại khi cần. Tính năng này yêu cầu tích hợp với ô tô. Apple hiện đang làm việc với Ford và BMW để triển khai tính năng này với xe điện của họ.  
Hướng dẫn cho các địa điểm khác nhau trên thế giới đã được thêm vào, gợi ý địa điểm ăn uống, mua sắm và khám phá.

### Safari
Safari, trình duyệt web mặc định trong iPadOS, có khả năng theo dõi mật khẩu để tìm các vi phạm dữ liệu và tạo báo cáo quyền riêng tư cho các trình theo dõi trên các trang web. Những cải tiến lớn đã được thực hiện đối với hiệu suất JavaScript.

### Phiên dịch
Các cải tiến đối với bản dịch được tích hợp với Siri và các trang có thể được dịch nội tuyến trong Safari.

## Thiết bị hỗ trợ
Tất cả các thiết bị hỗ trợ iPadOS 13 cũng hỗ trợ iPadOS 14. Các thiết bị bao gồm:
- iPad Air 2
- iPad Air (thế hệ thứ 3)
- iPad Air (thế hệ thứ 4)
- iPad (thế hệ thứ 5)
- iPad (thế hệ thứ 6)
- iPad (thế hệ thứ 7)
- iPad (thế hệ thứ 8)
- iPad Mini 4
- iPad Mini (thế hệ thứ 5)
- iPad Pro (tất cả các kiểu máy)